# Automotrici FS E.10 ed E.60
Le automotrici E.10 ed E.60 delle Ferrovie dello Stato erano una serie di automotrici elettriche, con alimentazione a terza rotaia, progettate per l'utilizzo sulle linee varesine.
Le due serie erano tecnicamente identiche, e si distinguevano solo per un diverso allestimento interno (le E.10 erano di 1ª classe, le E.60 miste di 1ª e 3ª classe), a cui corrispondeva una diversa disposizione dei finestrini.

## Storia
Alla fine degli anni venti, le elettromotrici dei gruppi E.10, E.15 ed E.20, utilizzate sulle linee varesine elettrificate a terza rotaia, non erano più in grado di fornire un servizio adeguato: oltre alla concezione estremamente spartana, erano penalizzate dalle scarse prestazioni di potenza e velocità.
Le Ferrovie dello Stato decisero quindi di sostituire tali elettromotrici, tutte a cassa di legno, con unità più moderne a cassa metallica. Il disegno delle nuove vetture ricordava molto quello delle carrozze "tipo 1921", con gli opportuni rinforzi per sostenere il peso delle apparecchiature elettriche.
Le elettromotrici vennero consegnate nel 1933 e realizzate in due versioni: il gruppo E.10, costituito di 8 unità numerate EAiz 100 ÷ 107, di sola prima classe, e il gruppo E.60, costituito di 16 unità numerate EACiz 600 ÷ 615, miste di prima e terza classe.
Tutte le unità furono costruite dalla Breda, con equipaggiamento elettrico CGE; i carrelli erano in parte costruiti dalla Breda, in parte dalle OM.
Le nuove elettromotrici presero servizio sulle linee varesine, sostituendo completamente i vecchi rotabili; sulla "metropolitana FS" di Napoli (anch'essa elettrificata a terza rotaia) effettuarono invece solo prove saltuarie, in quanto per questa linea era in previsione la conversione alla linea aerea a 3 kV, effettivamente avvenuta nel 1935.
Le E.10 ed E.60 prestarono servizio sulle linee varesine fino alla loro conversione al sistema a linea aerea a 3 kV; nel 1950-51 vennero equipaggiate con pantografo e ricostruite nell'equipaggiamento elettrico, così da poter essere utilizzate con il nuovo sistema. In seguito alla trasformazione vennero riclassificate nel gruppo E.623, mantenendo gli stessi numeri progressivi.

## Rimorchiate
Oltre alle elettromotrici, vennero realizzate 3 serie di rimorchiate, tutte bidirezionali e con cabina di guida a entrambe le estremità.
Una serie era costituita da 17 vetture di 1ª e 3ª classe, con cassa e allestimento interno identici alle motrici E.60. Queste rimorchiate erano numerate eACiz 650 ÷ 666.
Un'altra serie era composta di 43 vetture di sola 3ª classe, classificate eCiz 300 ÷ 342.
Infine, vi erano 6 rimorchiate allestite come bagagliaio, con scompartimento postale, classificate eDUiz 900 ÷ 905.